# Khotol River
Der Khotol River ist ein 137 Kilometer langer linker Nebenfluss des Yukon River im Westen des US-Bundesstaates Alaska.

## Verlauf
Er entsteht aus dem Zusammenfluss von Bonanza Creek (im Oberlauf Camp Creek) und Gorton Creek im Innoko National Wildlife Refuge nordöstlich von Kaltag und fließt in südsüdwestlicher Richtung bis zur Mündung in den Yukon River.

## Name
Auf einer Karte aus dem Jahr 1861 ist „Kutulnakt“ als Bezeichnung der Ureinwohner Alaskas für den Fluss eingetragen. Der heutige Name geht auf Pater Julius Jette aus Nulato zurück, der „Khotolno“ oder „Khotol“ als bei den Ureinwohnern gebräuchliche Namen nannte.